# Flávio Henrique Esteves Guedes
Flávio Henrique Esteves Guedes (*Teófilo Otoni, Brasil, 5 de marzo de 1985), futbolista brasilero, de origen Italiano. Juega de portero y su primer equipo fue Cruzeiro EC.
- Datos: Q1647571